# Ortodrómica
La ortodrómica (del griego orthos "recto" y dromos "carrera") es el camino más corto entre dos puntos de la superficie terrestre; es el arco del círculo máximo que los une, menor de 180 grados. Entre dos puntos de la superficie terrestre pueden trazarse tres líneas diferentes: ortodrómica, loxodrómica e isoazimutal.

Distancia ortodrómica entre dos puntos a lo largo de un círculo máximo sobre la superficie de una esfera.

Si los puntos estuvieran separados 180 grados, serían puntos opuestos, también conocidos como antípodas, y entre ellos se podrían trazar infinitos arcos de 180 grados de igual longitud. 
Una característica de la ortodrómica es que presenta un ángulo diferente con cada meridiano, (excepto cuando dicha ortodrómica coincide con un meridiano o con el ecuador). Esta característica representó un grave inconveniente para la navegación, solucionado hacia los últimos años del Siglo XX con el sistema GPS, porque antes del mismo, era difícil trazar una ruta de navegación que siguiera la ortodrómica, ya que obligaría a continuos cambios de rumbo. Cuando las distancias eran grandes y seguir el camino más corto suponía un ahorro significativo, se realizaba una aproximación marcando una serie de puntos intermedios, en los cuales se cambiaba de rumbo, y de esta manera se lograba una aproximación a las correspondientes loxodrómicas.
La ortodrómica posee tres puntos relevantes que son:
- Punto de salida (A),
- Punto de llegada (B),
- Vértice: el punto de mayor latitud, que puede estar dentro o fuera del arco consideración.

## Finales delsigloXX

Plano de Manhattan. La distancia euclidiana, no se corresponde con el «camino más corto posible» entre dos puntos de dicha ciudad, además de no ser único (el verde). Los 3 caminos restantes son más largos pero de igual longitud entre sí.

En los últimos años del siglo XX, las dificultades de realizar trayectos que siguieran la curva ortodrómica se vio enormemente facilitada, como consecuencia de la posibilidad de navegar sin utilizar brújulas. Fue la implementación de los sistemas de posicionamiento global tipo "GPS" lo que otorgó nuevas posibilidades de referencia extremadamente precisas. Si además se piensa en los avances de los sistemas de control de navegación por ordenador, totalmente interactivos con los GPS, uno se dará cuenta que a partir de esto, que el seguir una trayectoria ortodrómica dejó de ser un inconveniente.

## Circunstancias reales
Existe (o puede existir) una diferencia entre los "caminos ideales" como podría ser una curva ortodrómica y los "caminos posibles". Los caminos posibles tienen que lidiar con factores de la realidad como pueden ser: mareas, corrientes, vientos y bloqueos directos como son las islas, los continentes, las montañas, y hasta los edificios en una zona urbana. De cualquier manera para caminos muy largos suele ser conveniente (en tiempo y economía), el aproximarse lo máximo posible a la curva ortodrómica.